# Rosenheimer Nachrichten
Die Rosenheimer Nachrichten (RN) waren eine kostenlose Wochenzeitung (ein Anzeigenblatt), die im Südosten Oberbayerns (Landkreise Rosenheim, Traunstein, Berchtesgadener Land sowie Teile des Landkreises Mühldorf am Inn) jeden Donnerstag verteilt wurden.
Die RN konnten auch (kostenpflichtig) außerhalb des Verbreitungsgebietes bezogen werden. Die Wochenzeitung wurde vom Verlag INNdependent Media GmbH herausgegeben. Neben den RN gab es die Regionalausgaben Mangfalltal Nachrichten, Wasserburger Nachrichten, Chiemsee Nachrichten (Traunstein) und Ruperti Nachrichten (ehemals Rupertigau Nachrichten). Die RN und ihre regionalen Ableger erreichten eine wöchentliche Gesamtauflage von mehr als 170.000 Exemplaren.
Vom 14. Mai 2006 an wurden die RN durch die Verteilung der Rosenheimer Sonntagsnachrichten (RSn) ergänzt, die eine Auflage von etwa 45.000 Zeitungen hatten. Die RSn wurden in Rosenheim und Kolbermoor, Raubling und Stephanskirchen zugestellt. Aufgrund der hohen Kosten des Drucks und der Verteilung am Sonntag wurde die Herausgabe am 22. Oktober 2006 wieder eingestellt.
Die Rosenheimer Nachrichten erschienen seit dem 9. August 2007 im kompakten Halbberliner Format. Sie wurden im Sommer 2011 aufgrund hoher Verluste mit der Ausgabe 24 vom 15. Juni im Landkreis Rosenheim eingestellt. Die Ausgaben Chiemsee Nachrichten (Landkreis Traunstein) und die Ruperti Nachrichten (Landkreis Berchtesgadener Land) sind von der Einstellung des Titels nicht betroffen.